# Lijst van voetbalinterlands China - Estland
Deze lijst van voetbalinterlands is een overzicht van alle officiële voetbalwedstrijden tussen de nationale teams van China en Estland. De landen speelden tot op heden twee keer tegen elkaar, te beginnen met een vriendschappelijke wedstrijd op 16 februari 2003 in Wuhan. Het laatste duel, eveneens een vriendschappelijke wedstrijd, vond plaats in Zhuhai op 18 december 2010.

## Wedstrijden
| № | Plaats | Datum            | Competitie        | Wedstrijd       | Uitslag |
| - | ------ | ---------------- | ----------------- | --------------- | ------- |
| 1 | Wuhan  | 16 februari 2003 | Vriendschappelijk | China – Estland | 1 – 0   |
| 2 | Zhuhai | 18 december 2010 | Vriendschappelijk | China – Estland | 3 – 0   |

## Samenvatting
| Competitie        | Totaal gespeeld | Winst China | Gelijk | Winst Estland | Doelsaldo China – Estland |
| ----------------- | --------------- | ----------- | ------ | ------------- | ------------------------- |
| Vriendschappelijk | 2               | 2           | 0      | 0             | 4 − 0                     |
| Totaal            | 2               | 2           | 0      | 0             | 4 − 0                     |

Wedstrijden bepaald door strafschoppen worden, in lijn met de FIFA, als een gelijkspel gerekend.

## Details

### Eerste ontmoeting
De eerste ontmoeting tussen de nationale voetbalploegen van China en Estland vond plaats op 16 februari 2003. Het vriendschappelijke duel, bijgewoond door 20.000 toeschouwers, werd gespeeld in het Wuhan Sports Center Stadium in Wuhan, en stond onder leiding van scheidsrechter Huang Junjie uit China. Hij deelde een gele kaart uit.
| Vriendschappelijk (Wuhan, China, 16 februari 2003):                                                                                   |              | |
| China | 1 – 0        | Estland |
| Li Weifeng 67' | goals        | |
| Arie Haan | bondscoach   | Arno Pijpers |
| Liu Yunfei 46' Yang Pu Zheng Zhi Li Weifeng Wei Xin Li Xiaopeng Du Ping 46' Xiao Zhanbo 46' Zhao Junzhe Zhang Yuning 66' Li Jinyu 46' | opstellingen | Pavel Londak Teet Allas Andrei Stepanov Sergei Hohlov-Simson 87' Taavi Rähn 65' Kert Haavistu 87' Marko Kristal Meelis Rooba 74' Sergei Terehhov Indrek Zelinski Vjatšeslav Zahovaiko. |
| Yu Weiliang 46' Qi Hong 46' Li Ming 46' Li Yi 46' Qu Shengqing 66'                                                                    | wissels      | 65' Martin Reim 74' Aleksander Saharov 87' Dmitri Ustritski 87' Ott Reinumäe |
| Li Ming 55' | gele kaarten | |

### Tweede ontmoeting
Ook de tweede ontmoeting tussen China en Estland was een vriendschappelijke wedstrijd en vond plaats op 18 december 2010. Het duel, bijgewoond door 8.500 toeschouwers, werd gespeeld in het Zhuhai Sports Centre Stadium in Zhuhai, en stond onder leiding van scheidsrechter Hyung-Jin Ko uit Zuid-Korea. Hij deelde twee gele kaarten uit. Drie spelers, allen van FC Flora Tallinn, maakten hun debuut voor Estland: Marko Meerits, Markus Jürgenson en Rauno Alliku.
| Vriendschappelijk (Zhuhai, China, 18 december 2010):                                                                |              | |
| China | 3 – 0        | Estland |
| Du Wei 17' Yu Hai 19' Yang Xu 38'                                                                                   | goals        | |
| Gao Hongbo | bondscoach   | Tarmo Rüütli |
| Zeng Cheng Zhao Peng Du Wei 46' Yang Hu Deng Zhuoxiang Quo Bo 46' Yu Tao Zhang Linpeng Yang Hao Rong Hao Yu Hai 46' | opstellingen | 89' Pavel Londak Andrei Stepanov Tihhon Šišov Igor Morozov Aleksandr Dmitrijev Martin Vunk Markus Jürgenson Oliver Konsa 62' Sander Post 72' Siim Luts 46' Rauno Alliku. |
| Wang Qiang 46' Li Xuepeng 46' Yu Dabao 46'                                                                          | wissels      | 46' Alo Dupikov 62' Vladimir Voskoboinikov 72' Karl Palatu 89' Marko Meerits Sergei Mošnikov                                                                             |
| | gele kaarten | 37' Oliver Konsa 45' Igor Morozov |

CFA · A-internationals · Selecties · Bondscoaches · Statistieken · Chinees vrouwenelftal · China U21 · China U20 · China U19 · China U18 · China U17
1948 – 1969 · 
1970 – 1979 · 
1980 – 1989 · 
1990 – 1999 · 
2000 – 2009 · 
2010 – 2019 ·
2020 − 2029
Azië Cup 1976 · 
Azië Cup 1980 · 
Azië Cup 1984 · 
Azië Cup 1988 · 
Azië Cup 1992 · 
Azië Cup 1996 · 
Azië Cup 2000 · 
Azië Cup 2004 · 
Azië Cup 2007 · 
Azië Cup 2011
WK 2002
OS 1988 · 
OS 2008
1948 · 
1949–1951 · 
1952 · 
1953–1955 · 
1956 · 
1957 · 
1958 · 
1959 · 
1960 · 
1961–1962 · 
1963 · 
1964 · 
1965 · 
1966 · 
1967–1970 · 
1971 · 
1972 · 
1973 · 
1974 · 
1975 · 
1976 · 
1977 · 
1978 · 
1979 · 
1980 · 
1981 · 
1982 · 
1983 · 
1984 · 
1985 · 
1986 · 
1987 · 
1988 · 
1989 · 
1990 · 
1991 · 
1992 · 
1993 · 
1994 · 
1995 · 
1996 · 
1997 · 
1998 · 
1999 · 
2000 · 
2001 · 
2002 · 
2003 · 
2004 · 
2005 · 
2006 · 
2007 · 
2008 · 
2009 · 
2010 · 
2011 · 
2012 · 
2013 · 
2014 ·
2015 ·
2016 ·
2017 ·
2018 ·
2019 ·
2020 ·
2021
Afghanistan ·
Albanië ·
Algerije ·
Andorra ·
Argentinië ·
Australië ·
Bahrein ·
Bangladesh ·
Bhutan ·
Bosnië en Herzegovina ·
Botswana ·
Brazilië ·
Brunei ·
Cambodja ·
Canada ·
Chili ·
Colombia ·
Congo-Kinshasa ·
Costa Rica ·
Cuba ·
Duitsland ·
Egypte ·
El Salvador ·
Engeland ·
Estland ·
Fiji ·
Filipijnen ·
Finland ·
Frankrijk ·
Gambia ·
Ghana ·
Groot-Brittannië ·
Guam ·
Guinee ·
Haïti ·
Honduras ·
Hongarije ·
Hongkong ·
Ierland ·
IJsland ·
India ·
Indonesië ·
Irak ·
Iran ·
Italië ·
Jamaica ·
Japan ·
Jemen ·
Joegoslavië ·
Jordanië ·
Kazachstan ·
Kenia ·
Kirgizië ·
Koeweit ·
Kroatië ·
Laos ·
Letland ·
Libanon ·
Liechtenstein ·
Macau ·
Malediven ·
Maleisië ·
Mali ·
Marokko ·
Mexico ·
Myanmar ·
Nederland ·
Nepal ·
Nieuw-Zeeland ·
Noord-Korea ·
Noord-Macedonië ·
Noorwegen ·
Oezbekistan ·
Oman ·
Pakistan ·
Palestina ·
Papoea-Nieuw-Guinea ·
Paraguay ·
Peru ·
Polen ·
Portugal ·
Qatar ·
Roemenië ·
Saoedi-Arabië ·
Senegal ·
Servië ·
Servië en Montenegro ·
Sierra Leone ·
Singapore ·
Slovenië ·
Soedan ·
Somalië ·
Sovjet-Unie ·
Spanje ·
Sri Lanka ·
Syrië ·
Tadzjikistan ·
Tanzania ·
Thailand ·
Trinidad en Tobago ·
Tsjechië ·
Tunesië ·
Turkije ·
Turkmenistan ·
Uruguay ·
Venezuela ·
Verenigde Arabische Emiraten ·
Verenigde Staten ·
Vietnam ·
Wales ·
Zambia ·
Zimbabwe ·
Zuid-Korea ·
Zweden ·
Zwitserland
Brazilië (2002) · 
Costa Rica (2002)
EJL · A-internationals · Bondscoaches · Statistieken · Estisch vrouwenelftal · Olympisch elftal · Estland U21 · Estland U20 · Estland U19 · Estland U18 · Estland U17 · Estland U16
1920 – 1929 ·
1930 – 1939 ·
1940 – 1949 ·
1950 – 1990 · 
1990 – 1999 ·
2000 – 2009 ·
2010 – 2019 ·
2020 − 2029
OS 1924
1920 ·
1921 ·
1922 ·
1923 ·
1924 ·
1925 ·
1926 ·
1927 ·
1928 ·
1929 · 
1930 · 
1931 · 
1932 · 
1933 · 
1934 · 
1935 · 
1936 · 
1937 · 
1938 · 
1939 · 
1940 · 
1941 · 
1942 · 
1943 · 1944 · 
1945 · 
1946 · 
1947 · 
1948 · 
1949 · 
1950 – 1990 · 
1991 · 
1992 · 
1993 · 
1994 · 
1995 · 
1996 · 
1997 · 
1998 · 
1999 · 
2000 · 
2001 · 
2002 · 
2003 · 
2004 · 
2005 · 
2006 · 
2007 · 
2008 · 
2009 · 
2010 · 
2011 · 
2012 · 
2013 · 
2014 · 
2015 · 
2016 ·
2017 ·
2018 ·
2019 ·
2020
Albanië ·
Andorra ·
Angola ·
Antigua en Barbuda ·
Argentinië ·
Armenië ·
Azerbeidzjan ·
België ·
Bosnië-Herzegovina ·
Brazilië ·
Bulgarije ·
Canada ·
Chili ·
China ·
Cyprus ·
Denemarken ·
Duitsland ·
Ecuador ·
Egypte ·
El Salvador ·
Engeland ·
Equatoriaal-Guinea ·
Faeröer ·
Fiji ·
Filipijnen ·
Finland ·
Frankrijk ·
Georgië · 
Gibraltar ·
Griekenland ·
Hongarije ·
Hongkong ·
Ierland ·
IJsland ·
Indonesië ·
Irak ·
Israël ·
Italië ·
Jordanië ·
Kazachstan ·
Kirgizië ·
Kroatië ·
Letland ·
Libanon ·
Liechtenstein ·
Litouwen ·
Luxemburg ·
Malta ·
Marokko ·
Mexico ·
Moldavië ·
Montenegro ·
Nederland ·
Nieuw-Caledonië ·
Nieuw-Zeeland ·
Noord-Ierland ·
Noord-Macedonië ·
Noorwegen ·
Oekraïne ·
Oezbekistan ·
Oman ·
Oostenrijk ·
Polen ·
Portugal ·
Qatar ·
Roemenië ·
Rusland ·
Saint Kitts en Nevis ·
San Marino ·
Saoedi-Arabië ·
Schotland ·
Servië ·
Slovenië ·
Slowakije · 
Spanje ·
Tadzjikistan ·
Thailand ·
Trinidad en Tobago ·
Tsjechië ·
Turkije ·
Turkmenistan ·
Uruguay ·
Vanuatu ·
Venezuela ·
Verenigde Arabische Emiraten ·
Verenigde Staten ·
Vietnam ·
Wales ·
Wit-Rusland ·
Zweden ·
Zwitserland